# Ячменевидка
Ячменевидка, или Ячменеволоснец, или Хордэлимус (лат. Hordélymus; от Hordeum и Elymus), — монотипный род травянистых растений семейства Злаки (Poaceae). Включает единственный вид — Ячменевидка европейская (Hordelymus europaeus).

## Ботаническое описание
Многолетнее травянистое, ярко-зелёное, дернистое растение, с укороченным корневищем. Стебли 60—105 см высотой, полые, в узлах волосистые, под колосьями слегка шероховатые. Влагалища щетинисто-волосистые (волоски вниз направленные), шероховатые; листья плоские 0,5—1,3 см шириной, тонкие, ярко-зелёные, с тонкими жилками, сверху и снизу остро-шероховатые, голые или же с редкими разбросанными волосками.
Колосья 5—11 см длиной, 0,5—0,9 см шириной, прямые, густые, цилиндрические, кверху немного суживающиеся, с гибкой, неломкой, по рёбрам шероховатой и жёстко-реснитчатой осью, несущей на верхушке колосок. Колоски сидят по 3, коротко-стебельчатые (на коротких ножках), средний обычно недоразвит, зелёные, одноцветковые, с рудиментарным вторым цветком. Колосковые чешуи линейно-шиловидные, в нижней половине немного ланцетовидно-расширенные, при основании сросшиеся, с одной жилкой, шероховатые, постепенно суженные в тонкую ость, вместе с которой они 1,5—2 см длиной. Нижняя цветковая чешуя 0,9—1,1 см длиной, ланцетная, шероховатая, заострённая в тонкую, слегка извилистую, шероховатую ость 2—2,7 см длиной. Цветение и плодоношение в июне — августе.

## Синонимы
Синонимы рода
- Cuviera Koeler (1802), nom. rej. — Кювьера
- Hordeum subg. Hordelymus Jess. (1863)basionym
- Leptothrix (Dumort.) Dumort. (1868), nom. illeg.
- Medusather (Griseb.) P.Candargy (1901), nom. superfl.

Синонимы вида
- Cuviera europaea (L.) Koeler (1802) — Кювьера европейская
- Elymus compositus Steud. (1854)
- Elymus cylindricus (Murray) Pohl (1810)
- Elymus europaeus L. (1767)basionym
- Frumentum sylvaticum E.H.L.Krause (1898), nom. superfl.
- Hordeum cylindricum Murray (1770)
- Hordeum desmoulinsii Philippe (1859)
- Hordeum elymoides Vest (1805)
- Hordeum europaeum (L.) All. (1785)
- Hordeum montanum Schrank (1789)
- Hordeum sylvaticum Huds. (1778), nom. superfl.
- Hordeum sylvaticum var. europaeum (L.) Huds. (1778), nom. illeg.
- Leptothrix europaea (L.) Dumort. (1868)
- Leymus europaeus (L.) Bidarlord & F.Ghahrem. (2022), nom. inval.